# Port du Sablet
Pour les articles homonymes, voir Sablet (homonymie).
Le port du Sablet, également Port-Sablé ou Port-Sabliz, est un ancien port fluvial en rive droite de la Saône dans le quartier Saint-Georges dans l'actuel 5e arrondissement de Lyon, en France.

## Histoire
Le port fut actif et construit en dur autour de l'an mil. Sous l'impulsion de l'évêque Burchard la collecte de fonds pour la création d'un pont sur la Saône y fut lancée. 
Cet ancien port fut comblé et des maisons furent détruites pour pouvoir aménager un passage sur le quai, dans le but de faciliter la circulation (statistiques de 1808 : 4400 attelages par jour) le long de la Saône entre Choulans et le centre du Vieux Lyon. Cette circulation devait en effet auparavant contourner le port par la rue de la Pierre-Percée (devenue rue des Prêtres puis enfin rue Monseigneur-Lavarenne), ou par la place Saint-Georges, devenue place François-Bertras. Ces passages étaient étroits et malcommodes pour des charrettes.
L'esplanade restante est devenue la place Benoît-Crépu. Ce port comblé a été creusé de nouveau pour loger un parking souterrain sous la place. A cette occasion, un chantier de fouilles archéologiques mené par des archéologues de l'INRAP permet de mettre au jour 16 embarcations dont un chaland du IIe siècle de notre ère. 